# Cyrtodactylus malayanus
Cyrtodactylus malayanus este o specie de șopârle din genul Cyrtodactylus, familia Gekkonidae, ordinul Squamata, descrisă de De Rooij 1915. Conform Catalogue of Life specia Cyrtodactylus malayanus nu are subspecii cunoscute.

## Galerie

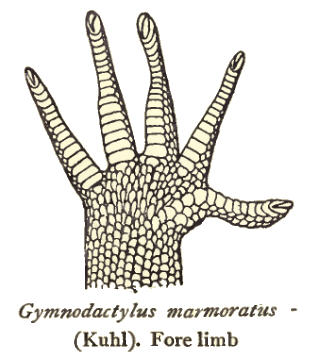
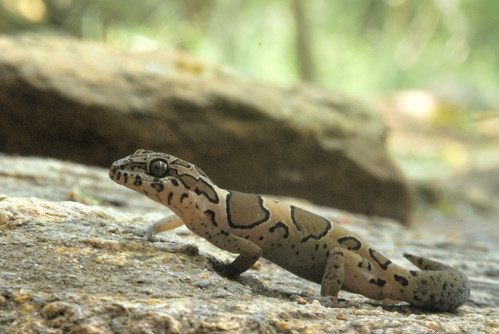
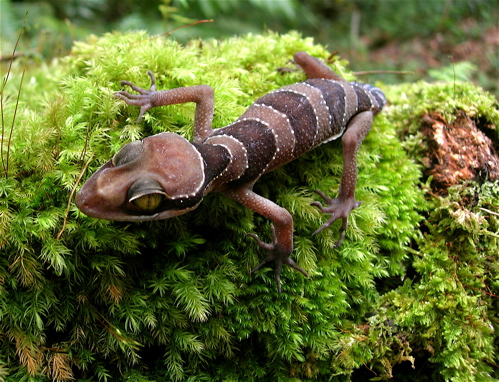
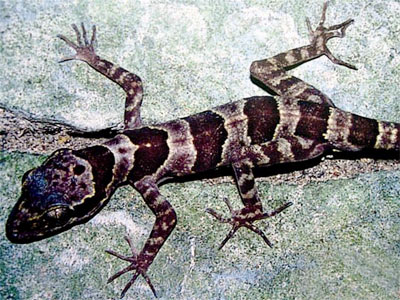